# Dalbergia bracteolata
Dalbergia bracteolata é uma espécie vegetal da família Fabaceae.
Pode ser encontrada nos seguintes países: Quénia, Madagáscar, Moçambique e Tanzânia.
Está ameaçada por perda de habitat.